# Корятка
Корятка (Чаша) — река на полуострове Камчатка в России, протекает по территории Усть-Камчатского района Камчатского края. Длина реки — 31 км.
Начинается на южном склоне горы Булочка Новая. Течёт в общем юго-восточном направлении, обтекая гору Чаша, через лиственнично-пихтовый лес. Низовья заболочены. Впадает в реку Камчатка слева на расстоянии 211 км от её устья на высоте 22,7 метра над уровнем моря напротив острова Перевесного.
По данным государственного водного реестра России относится к Анадыро-Колымскому бассейновому округу.
- Код водного объекта — 19070000112120000015929[5].

Притоки:
- правые: Алексеевский;
- левые: Левая Чаша[2].